# Émetteur de Montlandon

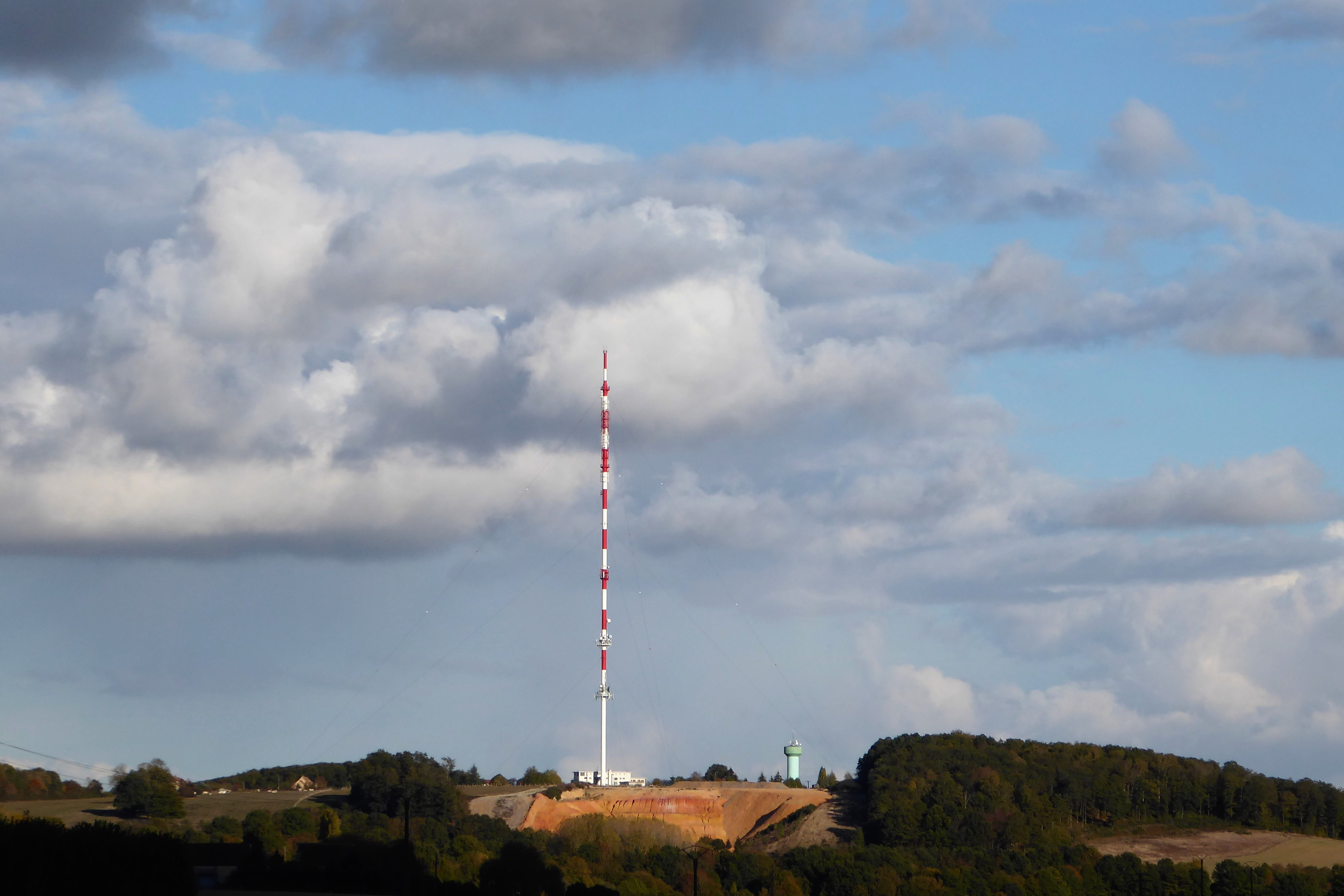
Pylône de l'émetteur et château d'eau de Montlandon.

L'émetteur de Montlandon est une installation servant à la diffusion des chaînes de télévision en numérique, de radio FM (stations publiques), de téléphonie mobile et d'autres transmissions (WiMAX, faisceau hertzien). Il est exploité par l'opérateur TDF (Télédiffusion de France). Il est constitué d'un pylône autostable de 200 mètres de haut.

## Télévision

### Diffusion analogique
Cet émetteur arrose le département d'Eure-et-Loir, ainsi que l'est  de l'Orne (Perche). Il a permis aux ornais d'être les premiers dans l'Orne à recevoir la Cinq le 15 décembre 1986 sous l'ère Berlusconi-Seydoux avant l'arrivée du Groupe Hersant en mars 1987. Au départ, la puissance pour La Cinq était de 29 kW et est passée à 50 kW en avril. Le 30 octobre 1987, la CNCL (ex-CSA) autorise M6 à émettre sous réserve de changement de canaux pour les réémetteurs périphériques avec une puissance de 50 kW. Cela est effectif le 31 janvier 1988.
L'émetteur de Montlandon a émis les chaînes de télévision en analogique jusqu'au 19 octobre 2010.
| Chaîne                       | Canal | Puissance (PAR) |
| ---------------------------- | ----- | --------------- |
| TF1                          | 55H   | 160 kW          |
| France 2                     | 50H   | 160 kW          |
| France 3 Centre-Val de Loire | 53H   | 160 kW          |
| France 5 / Arte              | 47H   | 50 kW           |
| M6                           | 44H   | 50 kW           |
| France 3 Basse-Normandie     | 34H   | 33 kW           |

#### Source
"Liste des anciens émetteurs de télévision français" (fichier PDF).

### Diffusion numérique
| Multiplex | LCN              | Chaînes                                                                             | Canal | Puissance (PAR) | Diffuseur |
| --------- | ---------------- | ----------------------------------------------------------------------------------- | ----- | --------------- | --------- |
| R1        | 2 3 14 27 32     | France 2 France 3 Centre-Val de Loire France 4 France Info France 3 Basse-Normandie | 47H   | 25 kW           | TDF       |
| R2        | 8 15 16 17 18    | C8 BFM TV CNews CStar Gulli                                                         | 21H   | 25 kW           | Towercast |
| R3        | 4 26 41 42 43 45 | Canal+ LCI Paris Première Canal+ Sport Canal+ Cinéma(s) Planète+                    | 43H   | 25 kW           | TDF       |
| R4        | 5 6 7 9 22       | France 5 M6 Arte W9 6ter                                                            | 40H   | 25 kW           | Towercast |
| R6        | 1 10 11 12 13    | TF1 TMC TFX NRJ 12 LCP                                                              | 44H   | 25 kW           | Towercast |
| R7        | 20 21 23 24 25   | TF1 Séries Films L'Équipe RMC Story RMC Découverte Chérie 25                        | 31H   | 25 kW           | Towercast |

#### Source
- Emetteurs TNT dans l'Eure-et-Loir sur le forum de tvnt.net (consulté le 19 avril 2017).

## Radio FM
| Fréquence | Station        | Puissance (PAR) | RDS (PS) |
| --------- | -------------- | --------------- | -------- |
| 89.7      | France Musique | 32 kW           | MUSIQUE_ |
| 94.6      | France Inter   | 32 kW           | __INTER_ |
| 98.1      | France Culture | 32 kW           | _CULTURE |

Particularité étonnante de cet émetteur, il est un des rares à ne pas émettre une radio locale du Réseau France Bleue... L'Eure-et-Loir, département du Centre-Val de Loire limitrophe de la Normandie et de l'Île-de-France, n'est rattaché à aucune radio du réseau.

### Source
- Les radios de la Loupe sur annuaireradio.fr (consulté le 19 avril 2017)

## Téléphonie mobile
| Opérateur        | 2G  | 3G  | 4G  | FH  |
| ---------------- | --- | --- | --- | --- |
| Orange           | Oui | Oui | Non | Non |
| SFR              | Oui | Oui | Non | Oui |
| Bouygues Telecom | Oui | Non | Non | Oui |
| Free             | Non | Oui | Oui | Non |

### Source
- Situation géographique du site sur cartoradio.fr (consulté le 19 avril 2017).

## Autres transmissions
- IFW (opérateur WiMAX) : BLR de 3 GHz
- TDF : Faisceau hertzien

### Source
- Situation géographique du site sur cartoradio.fr (consulté le 19 avril 2017).

## Photos
- Sur annuaireradio.fr (consulté le 19 avril 2017).